# Silimanit

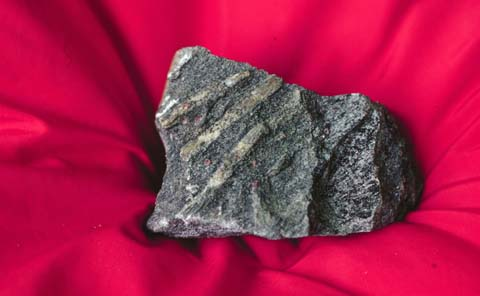
Silimanit

Silimanitul este un mineral care face parte din grupa silicaților de aluminiu, subclasa nezosilicați, și are formula Al[AlSiO5]. Acesta cristalizează în  sistem rombic 2/m 2/m 2/m, iar habitusul prezintă cristale aciculare, nu se observă fețe terminale. Culoarea este cenușiu, brun-deschis, verde-deschis. Luciu sticlos. Clivaj după planul cristalografic (010) bun.

## Diagnostic
Seamǎnă mult cu wollastonitul și tremolitul, se deosebește prin insolubilitatea în acizi.

## Ocurenta
Silimanitul este un mineral de metamorfism de contact la temperaturi înalte , ceea ce înseamnă că este întalnit la contactul rocilor eruptive și în rocile eruptive, ca un rezultat al rocilor bogate în alumină. Se mai poate găsi în șisturi cristaline.